# لوري بورغس
لوري بورغس (بالإنجليزية: Lowry Burgess) هو فنان أمريكي، ولد في 1940 في فيلادلفيا في الولايات المتحدة.